# Heinz Roth
Heinz Roth (* 13. Juli 1931 in Mittelschmalkalden) war ein deutscher Offizier des Ministeriums für Staatssicherheit (MfS) der DDR. Er war Leiter der Abteilung XII (Zentrale Auskunft/Speicher) des MfS.

## Leben
Heinz Roth wurde 1931 in Mittelschmalkalden (Thüringen) geboren. Sein Vater war Kernmacher, seine Mutter Hausfrau. Nach dem Besuch der Volksschule absolvierte Roth von 1945 bis 1949 eine Ausbildung zum Maschinenschlosser, nahm jedoch anschließend eine Anstellung bei der Volkspolizei (VP) auf. 1952 besuchte er die Schule der Kasernierten Volkspolizei (KVP). 1953 trat er der SED bei und wurde Adjutant bei der Politverwaltung der KVP. Später war er Politstellvertreter der II. Kompanie der II. Abteilung Strausberg II der KVP sowie Politstellvertreter der Wachabteilung in Strausberg II. Von 1955 bis 1956 besuchte er die Politoffiziersschule der NVA.
Anschließend wurde er beim MfS in Berlin eingestellt. Dort war er zunächst im Bereich der Hauptabteilung (HA) I (Militärabwehr) tätig. Ein dreijähriges Fernstudium an der Hochschule des Ministeriums für Staatssicherheit (JHS) schloss er 1964 als Diplom-Jurist mit einer Arbeit zum Thema „Die politische, ökonomische und militärische Bedeutung der Verwaltung Vermessungs- und Kartenwesen (VVK) des Ministeriums des Innern und ihrer nachgeordneten Einrichtungen. Die Aufgaben und Möglichkeiten der Qualifizierung der politisch-operativen Arbeit, insbesondere der Spionageabwehr, in dieser Verwaltung und ihren nachgeordneten Einrichtungen“ ab. 1964 erfolgte die Versetzung in die HA VII (MdI/DVP). Dort wurde er 1969 stellvertretender Leiter. 1975 erhielt er nach einer Kollektivdissertation mit acht weiteren MfS-Offizieren den Titel des Dr. jur. Thema der Dissertation war die „Organisation der Vorbeugung, Aufklärung und Verhinderung des ungesetzlichen Verlassens der DDR sowie des staatsfeindlichen Menschenhandels“. 1976 wurde er zum Oberst befördert und übernahm 1980 die Leitung der Abteilung XII des MfS. Als solcher war er verantwortlich für die Erfassung und Überprüfung von Personen, die Führung der zentralen Personenkartei des MfS, die Registrierung von Akten und Operativen Vorgängen sowie für die Archivierung des MfS-Schriftguts. Im Zuge der Wende in der DDR wurde Heinz Roth 1990 entlassen.